# Søer i Danmark
Der er ca. 120.000 søer i Danmark, der er større end 100 m². Af disse har 1.032 et officielt navn. Søer udgør 616,49 km² eller 1,42 % af landets areal. Hovedparten er småsøer, og kun ca. 2.700 (eller godt 2 %) er større end 1 hektar. Der er ca. 75.000 damme og vandhuller under 100 m². Søer der er større end 100 m² er beskyttede efter Naturbeskyttelseslovens § 3, mens mindre søer er beskyttede, hvis de ligger i en af de beskyttede naturtyper, hvor det samlede område er på 2.500 m².

## Større søer på over 1 km² efter størrelse
| Placering | Sø                   | Landsdel             | Areal (km²) |
| --------- | -------------------- | -------------------- | ----------- |
| 1.        | Arresø               | Nordsjælland         | 39,87       |
| 2.        | Esrum Sø             | Nordsjælland         | 17,29       |
| 3.        | Stadil Fjord         | Vestjylland          | 17,13       |
| 4.        | Mossø                | Østjylland           | 16,90       |
| 5.        | Saltbæk Vig          | Vest- og Sydsjælland | 16,10       |
| 6.        | Tissø                | Vest- og Sydsjælland | 12,33       |
| 7.        | Furesø               | Nordsjælland         | 9,41        |
| 8.        | Filsø                | Vestjylland          | 9,15        |
| 9.        | Skanderborg Sø       | Østjylland           | 8,60        |
| 10.       | Søndersø             | Lolland-Falster      | 8,52        |
| 11.       | Tømmerby Fjord       | Nordjylland          | 7,90        |
| 12.       | Tystrup Sø           | Vest- og Sydsjælland | 6,62        |
| 13.       | Vejlen/Ulvedyb       | Nordjylland          | 5,90        |
| 14.       | Julsø                | Østjylland           | 5,65        |
| 15.       | Østerild Fjord       | Nordjylland          | 5,60        |
| 16.       | Tange Sø             | Østjylland           | 5,40        |
| 17.       | Lund Fjord           | Nordjylland          | 4,91        |
| 18.       | Flade Sø             | Nordjylland          | 4,85        |
| 19.       | Vandet Sø            | Nordjylland          | 4,80        |
| 20.       | Vilsted Sø           | Nordjylland          | 4,60        |
| 21.       | Ørum Sø              | Nordjylland          | 4,25        |
| 22.       | Flyndersø            | Midtjylland          | 4,18        |
| 23.       | Tjele Langsø         | Midtjylland          | 4,09        |
| 24.       | Arup Vejle           | Nordjylland          | 3,96        |
| 25.       | Glenstrup Sø         | Østjylland           | 3,84        |
| 26.       | Stilling-Solbjerg Sø | Østjylland           | 3,83        |
| 27.       | Stubbe Sø            | Østjylland           | 3,76        |
| 28.       | Bølling Sø           | Midtjylland          | 3,60        |
| 29.       | Ovesø                | Nordjylland          | 3,50        |
| 30.       | Nors Sø              | Nordjylland          | 3,47        |
| 31.       | Hald Sø              | Midtjylland          | 3,42        |
| 32.       | Kilen                | Vestjylland          | 3,34        |
| 33.       | Ferring Sø           | Vestjylland          | 3,20        |
| 34.       | Arreskov Sø          | Fyn                  | 3,17        |
| 35.       | Salten Langsø        | Midtjylland          | 3,08        |
| 36.       | Sjælsø               | Nordsjælland         | 2,93        |
| 37.       | Gyrstinge Sø         | Vest- og Sydsjælland | 2,63        |
| 38.       | Haderslev Dam        | Sønderjylland        | 2,60        |
| 39.       | Sønder Lem Vig       | Midtjylland          | 2,34        |
| 40.       | Silkeborg Langsø     | Midtjylland          | 2,24        |
| 41.       | Fussing Sø           | Østjylland           | 2,20        |
| 42.       | Gurre Sø             | Nordsjælland         | 2,10        |
| 42.       | Sorø Sø              | Vest- og Sydsjælland | 2,10        |
| 42.       | Haraldsted Sø        | Vest- og Sydsjælland | 2,10        |
| 45.       | Madum Sø             | Nordjylland          | 2,04        |
| 46.       | Hostrup Sø           | Sønderjylland        | 2,02        |
| 47.       | Røgbølle Sø          | Lolland-Falster      | 2,01        |
| 48.       | Borresø              | Midtjylland          | 1,95        |
| 49.       | Skarresø             | Vest- og Sydsjælland | 1,94        |
| 50.       | Knudsø               | Østjylland           | 1,91        |
| 51.       | Tuelsø               | Vest- og Sydsjælland | 1,89        |
| 52.       | Ravnsø               | Østjylland           | 1,80        |
| 53.       | Husby Sø             | Vestjylland          | 1,68        |
| 54.       | Slivsø               | Sønderjylland        | 1,64        |
| 55.       | Brabrand Sø          | Østjylland           | 1,54        |
| 56.       | Grynderup Sø         | Midtjylland          | 1,50        |
| 56.       | Stubbergård Sø       | Midtjylland          | 1,50        |
| 56.       | Vedsø                | Midtjylland          | 1,50        |
| 59.       | Brokholm Sø          | Midtjylland          | 1,46        |
| 60.       | Søndersø             | Midtjylland          | 1,45        |
| 61.       | Søndersø             | Nordsjælland         | 1,44        |
| 62.       | Klejtrup Sø          | Midtjylland          | 1,33        |
| 63.       | Nørrestrand          | Østjylland           | 1,32        |
| 64.       | Sunds Sø             | Midtjylland          | 1,27        |
| 65.       | Nørresø              | Midtjylland          | 1,23        |
| 66.       | Bagsværd Sø          | Nordsjælland         | 1,21        |
| 67.       | Farum Sø             | Nordsjælland         | 1,20        |
| 68.       | Rødsø                | Vestjylland          | 1,17        |
| 68.       | Årslev Engsø         | Østjylland           | 1,17        |
| 70.       | Egå Engsø            | Østjylland           | 1,15        |
| 71.       | Nørresø              | Vestjylland          | 1,14        |
| 72.       | Brændegård Sø        | Fyn                  | 1,08        |
| 73.       | Halkær Sø            | Nordjylland          | 1,00        |

## Mindre søer på under 1 km² alfabetisk

### A
- Alling Sø syd for Ans. 40 ha
- Almindsø syd for Silkeborg. 53 ha
- Avnsø i Silkeborg Østerskov.

### B
- Barup Sø mellem Nørre Alslev og Stubbekøbing.
- Bastrup Sø syd for Lynge (Allerød Kommune). 32 ha
- Bavelse Sø sydvest for Glumsø. 89,5 ha
- Bechers Sø nord for Otterup. 1/4-1/3 ha
- Birkerød Sø.
- Birksø ved Ry.
- Brassø ved Silkeborg.
- Borbjerg Møllesø.
- Borum Stormose. 8,9 ha
- Bryrup Langsø. 38 ha
- Buresø sydøst for Slangerup. 76 ha
- Bøgeholm Sø sydvest for Hellebæk. 32,2 ha

### D
- Damhus Sø i København. 46 ha
- Donssøerne nordvest for Bramdrupdam. De 3 større søer Dons Nørresø, Dons Søndersø og Stallerup Sø og nogle mindre tilsammen 100 ha
- Dybesø nord for Rørvig.

### E
- Ejstrup Sø ved Ejstrupholm. 48 ha
- Emdrup Sø.

### F
- Farsø Sø.
- Fuglsang Sø nord for Herning. 28 ha
- Førby Sø ved Nørre Vorupør. 47 ha
- Fårup Sø sydvest for Jelling. 99 ha

### G
- Geding Sø vest for Tilst. 5,8 ha
- Gentofte Sø. 36,73 ha
- Gravlev Sø ved Rebild Bakker. 27 ha
- Gribsø i Gribskov. 10 ha
- Grærup Langsø nordvest for Oksbøl. 33 ha
- Gråsten Slotssø. 17 ha
- Gudensø ved Ry.
- Gødstrup Sø nordvest for Herning. 44 ha
- Gedved sø. 30 ha

### H
- Hammersø ved Bornholms nordspids. 10 ha
- Halesø mellem Møldrup og Klejtrup. 12 ha
- Halle Sø mellem Nørre Snede og Bryrup. 31 ha
- Hampen Sø. 76 ha
- Hauge Sø syd for Thorning. 16 ha
- Hejrede Sø sydøst for Maribo. 53,4 ha
- Hindemade ved Haderslev.
- Hinge Sø sydøst for Kjellerup. 91,4 ha
- Hobro Vesterfjord, 15 ha
- Holing Sø nord for Herning. 45 ha
- Hornbæk Sø. 11,8 ha
- Hornsø nordvest for Lemvig. 30 ha
- Hornum Sø vest for Støvring. 11,1 ha
- Hovedsø på Avernakø. 16,6 ha
- Hummelsø mellem Them og Virklund. 7,4 ha
- Hunesø på det østlige Møn.
- Hærup Sø sydvest for Klejtrup. 88 ha
- Højby Sø i Odsherred.

### I
- Indre Dam (Haderslev)

### J
- Jenskær Sø vest for Virklund.
- Jystrup Sø.

### K
- Karlsgårde Sø øst for Varde. 85,7 ha
- Karlsø sydøst for Bryrup. 7,6 ha
- Klokkerholm Møllesø
- Klydesøen på sydspidsen af Kalvebod Fælled.
- Kvie Sø nord for Ansager. 30 ha

### L
- Lading Sø. 44 ha
- Legind Sø syd for Nykøbing Mors. 27 ha
- Lemvig Sø
- Lild Strandkær. 3,4 ha
- Lillemose øst for Kirke Hyllinge.
- Loldrup Sø nordøst for Viborg. 41,6 ha
- Louns Sø ved Hvalpsund. 40 ha
- Lyngby Sø. 58,7 ha
- Lyngsø i den sydlige del af Silkeborg. 9,6 ha

### M
- Maglesø nordvest for Tølløse. 13,6 ha
- Maglesø nordvest for Sorø. 69 ha
- Mossø (Rold Skov). 5 ha

### N
- Navnsø nord for Aars. 22,17 ha
- Nipgård Sø mellem Thorning og Neder Hvam. 30 ha
- Nordborg Sø. 56,3 ha
- Nørresø (Brahetrolleborg). 69,3 ha
- Nørresø (Maribo). 39,5 ha

### O
- Oldenor sydvest for Nordborg. 48 ha

### P
- Pedersborg Sø ved Sorø.
- Præstesø (Oksbøl).

### R
- Ramten Sø. 29 ha
- Ring Sø ved Brædstrup. 24 ha
- Ringe Sø. 14 ha
- Rosborg Sø vest for Viborg. Delvis udtørret, til rest 3 små søer på tilsammen 3 ha
- Rye Mølle Sø.
- Rørbæk Sø sydvest for Nørre Snede. 83 ha

### S
- Schoubyes Sø på Hårup Sande øst for Silkeborg.
- Sjørup Sø nordvest for Aars. 40 ha
- Skallesø nordøst for Vinderup. 73,7 ha
- Skærsø sydvest for Egtved.
- Skånsø nordøst for Vinderup. 12,5 ha
- Slotssøen (Hillerød).
- Slotssøen (Hørsholm).
- Slotssøen (Kolding).
- Slåensø ved Silkeborg.
- Sminge Sø nord for Resenbro. 22 ha
- Snæbum Sø vest for Hobro. 8,6 ha
- Solbjerg Engsø sydøst for Helsinge. 33 ha
- Solkær Enge syd for Sønder Stenderup. 75 ha
- Stigsholm Sø mellem Nørre Snede og Brædstrup. 21 ha
- Store Grankule i Almindingen. 2,412 ha
- Store Kattinge Sø nordvest for Roskilde. 71 ha
- Store Søgård Sø øst for Kliplev.
- Store Økssø i Rold Skov. 33 ha
- Søby Sø ved Kølkær.
- Søby Sø ved Nørre Søby. 18,15 ha
- Søbygård Sø vest for Hammel. 40 ha
- Søerne i København.

### T
- Teglgård Sø i Hillerød. 5,8 ha
- Teglsø i Rold Skov. 8,3 ha
- Teglværkssøen mellem Visborg og Hadsund. 1 ha
- Thorsø ved Virklund. 69 ha
- Tingdalsøerne syd for Vrads. Rævsø, Grane Langsø, Kalgård Sø og Kongsø tilsammen: 31 ha
- Tjæreborg Indsø.
- Toftesø i Lille Vildmose. 95 ha
- Torup Sø mellem Vrads og Nørre Snede. 20,2 ha
- Tranbjerg Sø.
- Tranevig syd for Lysbro.
- Tversted-søerne.
- Tebstrup sø

### U
- Uglesø i Silkeborg Østerskov.

### V
- Valsølille Sø syd for Skjoldenæsholm. 75 ha
- Vandkraftsøen øst for Holstebro. 70 ha
- Vandplasken mellem Hirtshals og Lønstrup. 3 ha
- Vansø nordøst for Viborg. 15,8 ha
- Vejlbo Mose lige syd for Silkeborg. 3,3 ha
- Vejlesø i Holte. 16,5 ha
- Vejlsø lige syd for Silkeborg.
- Vessø sydøst for Ry.
- Vestbirk Sø
- Vintmølle Sø syd for Viborg. 20,3 ha
- Vængsø nord for Sønder Vissing. 15,7 ha

### Ø
- Ødis Sø. 26 ha
- Øjesø nordvest for Aars. 3 ha
- Øjesø (Feldballe Sogn).
- Ørnsø i den sydvestlige ende af Silkeborg. 45 ha
- Ørslevkloster Sø vest for Virksund. 38,2 ha

## Udtørrede søer
Denne liste er ufuldstændig; hjælp gerne med at udfylde den.
- Klinte Sø nordvest for Nykøbing S. 250 ha
- Kolindsund. 2.500 ha
- Næsbyhoved Sø nord for Odense. 165 ha
- Sjørring Sø. 800 ha
- Sønæs i Viborg. Delvis gendannet som regnvandsbassin